# Logical Block Addressing
Logical Block Addressing (ロジカルブロックアドレッシング) は、コンピュータの
補助記憶装置内のデータ位置を示す方法の1つ。LBAと略される。
LBAは単純に装置の最初のセクタから何番目かを示す数値である。補助記憶装置内の全セクタに 一意の通し番号が割り当てられており、それを使ってアドレッシングするわけである。
従って、ハードディスクのような同心円上に複数のトラックをもつ装置でも、CD-ROMやテープドライブのように1本のトラックで構成される装置でも同じように扱える利点がある。
ハードディスクの場合、ATAで28bit、SCSIで32bit、BigDrive対応のATAで48bitが使用されている。